# Hernandia nymphaeifolia
Hernandia nymphaeifolia és una espècie de planta de la família Hernandiàcies. El seu nom comú en anglès és arbre de la llanterna. En diverses llengües regionals a Indonèsia: hapo-hapo (Simeulue); kampé, mata ikan (Manado); kampis, kampak, binong laut (Sondanès); bĕngkak, brĕndala, kĕmirèn (Javanés); nawoko ma lako, nau ma lako (Halmahera); nyalako (Ternate); nyalau (Tidore).

## Descripció
L'Hernandia nymphaeifolia és un arbre de 5–22 m d'alçada. Les fulles són estretament o amplament ovades o subcirculars. Els 5-9 nervis són palmats.

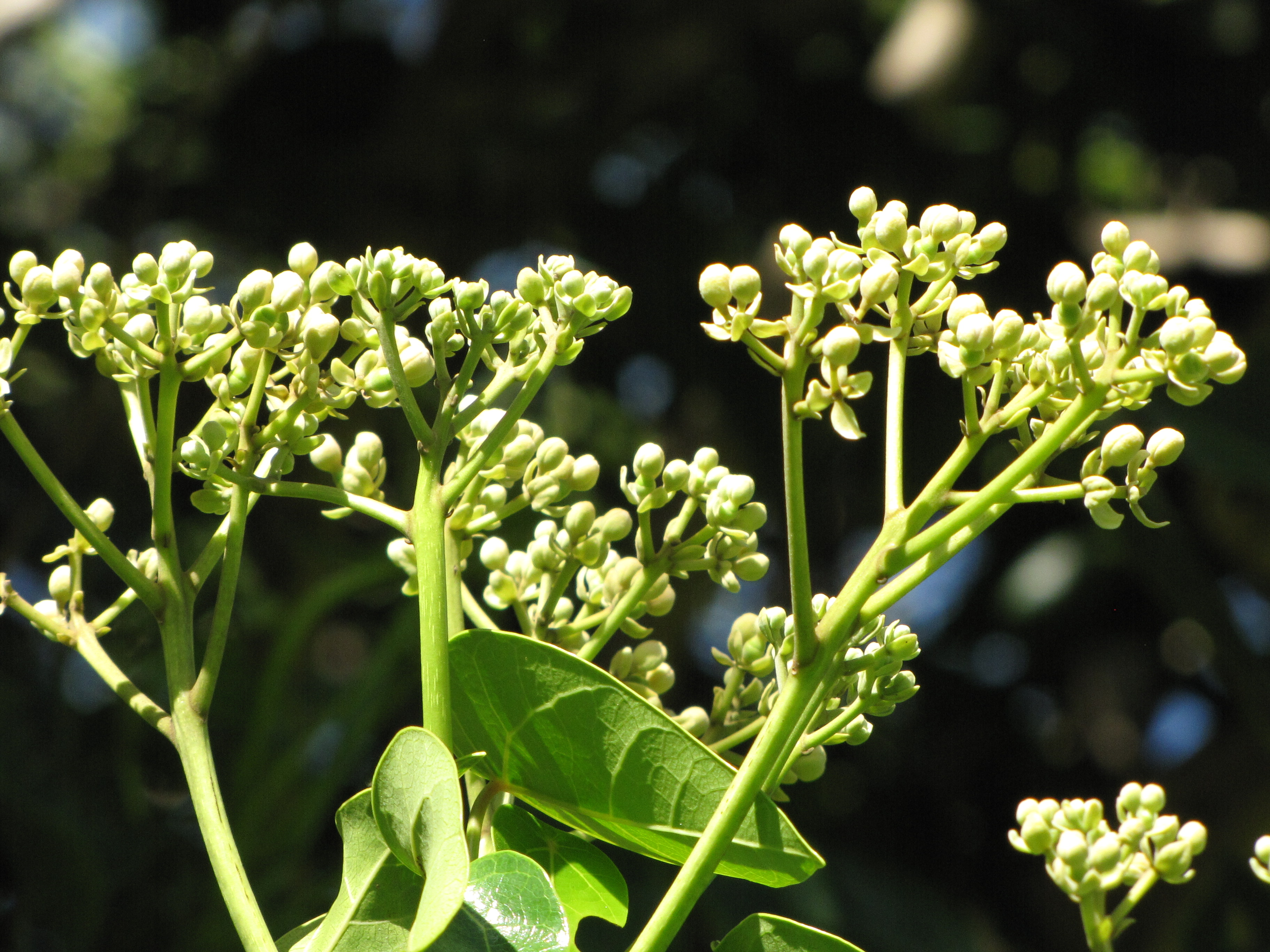
Amplieu la imatge per veure les agrupacions de dues flors masculines i una femenina i les bràctees protectores.

Les flors són unisexuals, monoiques (un mateix individu té flors d'ambdós sexes), reunides en un corimbe pla i cimós sobre una tija llarga, de 20 a 30 cm de llarg i peluda. La tija té una bràctea de 4 pètals a la punta, que protegeix 3 flors, la femenina central sobre una tija molt curta, flanquejada per 2 flors masculines amb peduncle. Les fulles de l'aresta són allargades, de 7 a 8 mm de llarg, romes, blanques; normalment 6 en les flors masculines i 8 en les flors femenines.
Les flors són blanques o verdoses, hermafrodites, amb olor fragant; les mascles i les femelles estan separades. El fruit és carnós, de color vermell cerós o blanc.

## Distribució i ecologia
Aquesta espècie es troba a totes les zones tropicals (Duyfjes 1996) exclusivament a les zones costaneres: al llarg de la vora del mar, als boscos litorals i als aiguamolls costaners. Fujita (1991) proposa H. nymphaeifolia com a llavor dispersada per la guineu voladora de les Mariannes per les illes de l'arxipèlag.
És un dels arbres de platja més comuns a Nova Irlanda.

## Usos
Hernandia nymphaeifolia té una fusta lleugera i perible. S'ha utilitzat a les illes del Pacífic Sud per a canyes de pescar, flotadors de xarxes de pesca, sandàlies de fusta, mànecs de ventall, taulers de dibuix, accessoris de canoa, mobles, llenya, etc. Una capa llenyosa envolta la llavor del fruit de l'arbre de la llanterna. Els tahaitans poleixen les llavors rodones i marrons fins a obtenir una alta brillantor i les formen en collarets. Els marshallesos banyen els nens en un bany curatiu fet amb fulles d'H. nymphaefolia i alleugen els mals de cap amb una preparació d'altres parts de l'arbre. S'ha estudiat l'efecte dels lignans d'aquesta espècie sobre la senyalització de Ca2+ en neutròfils humans.

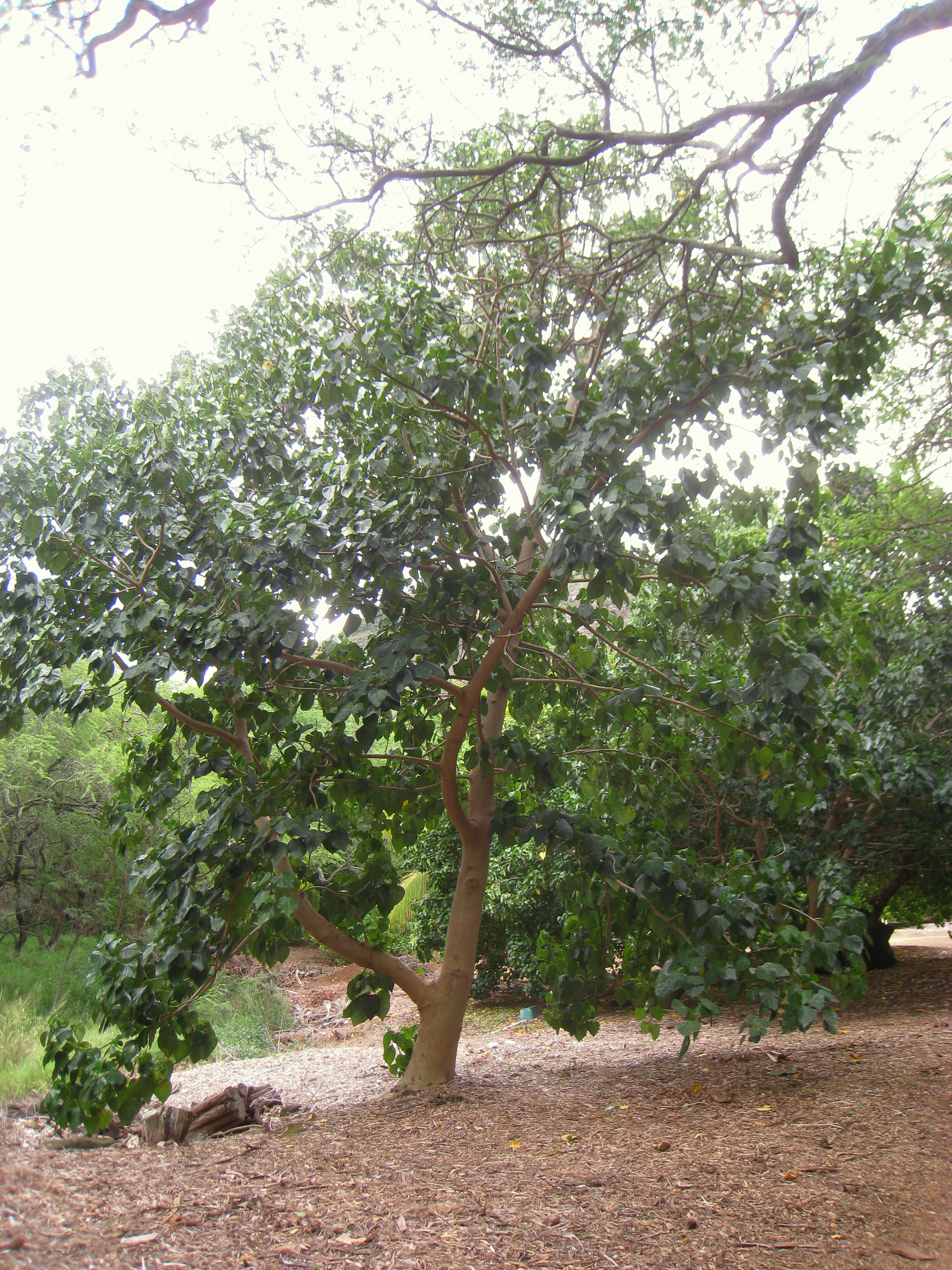
Exemplar de mida arbustiva
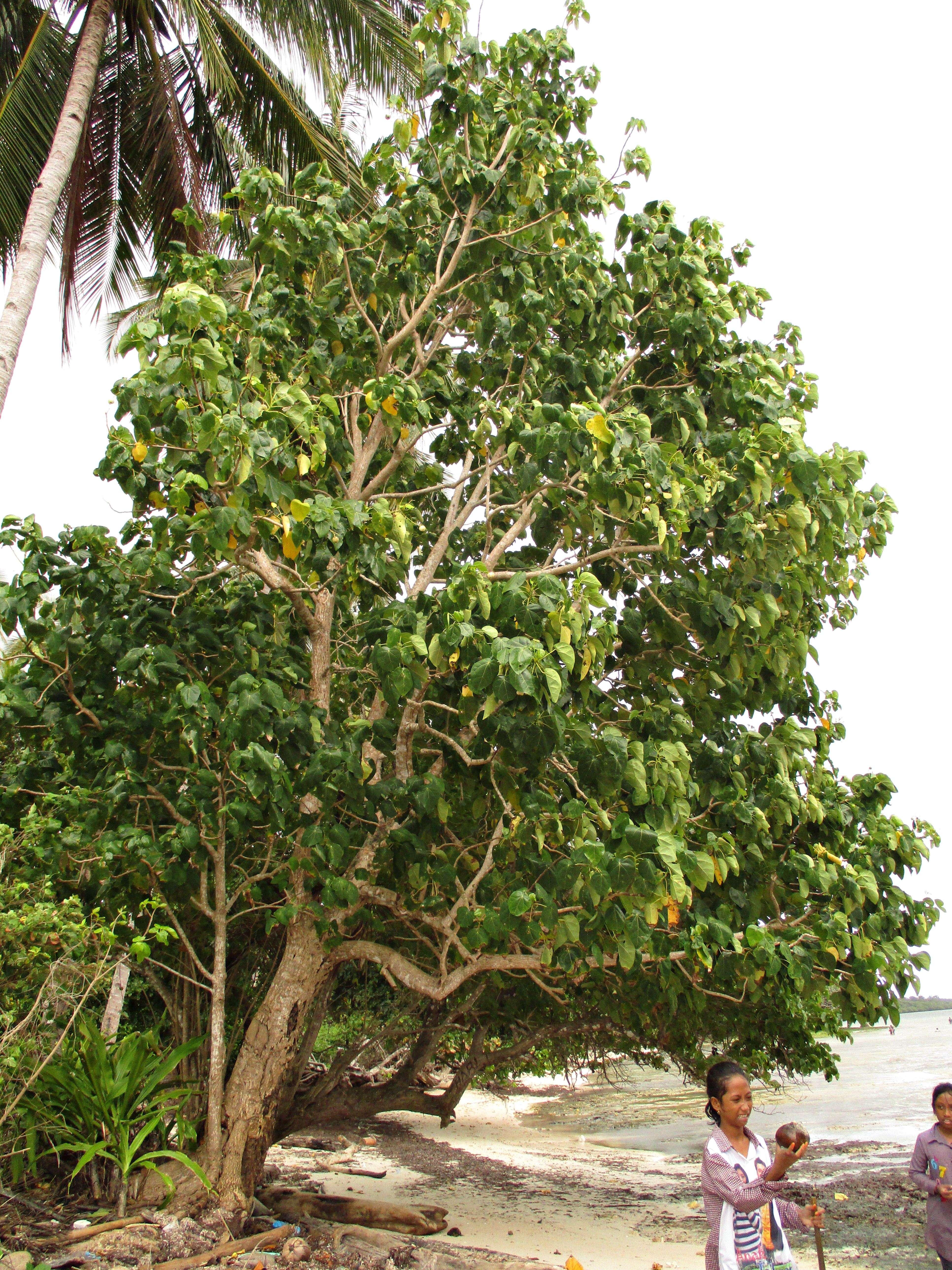
Exemplar a la vora de la mar
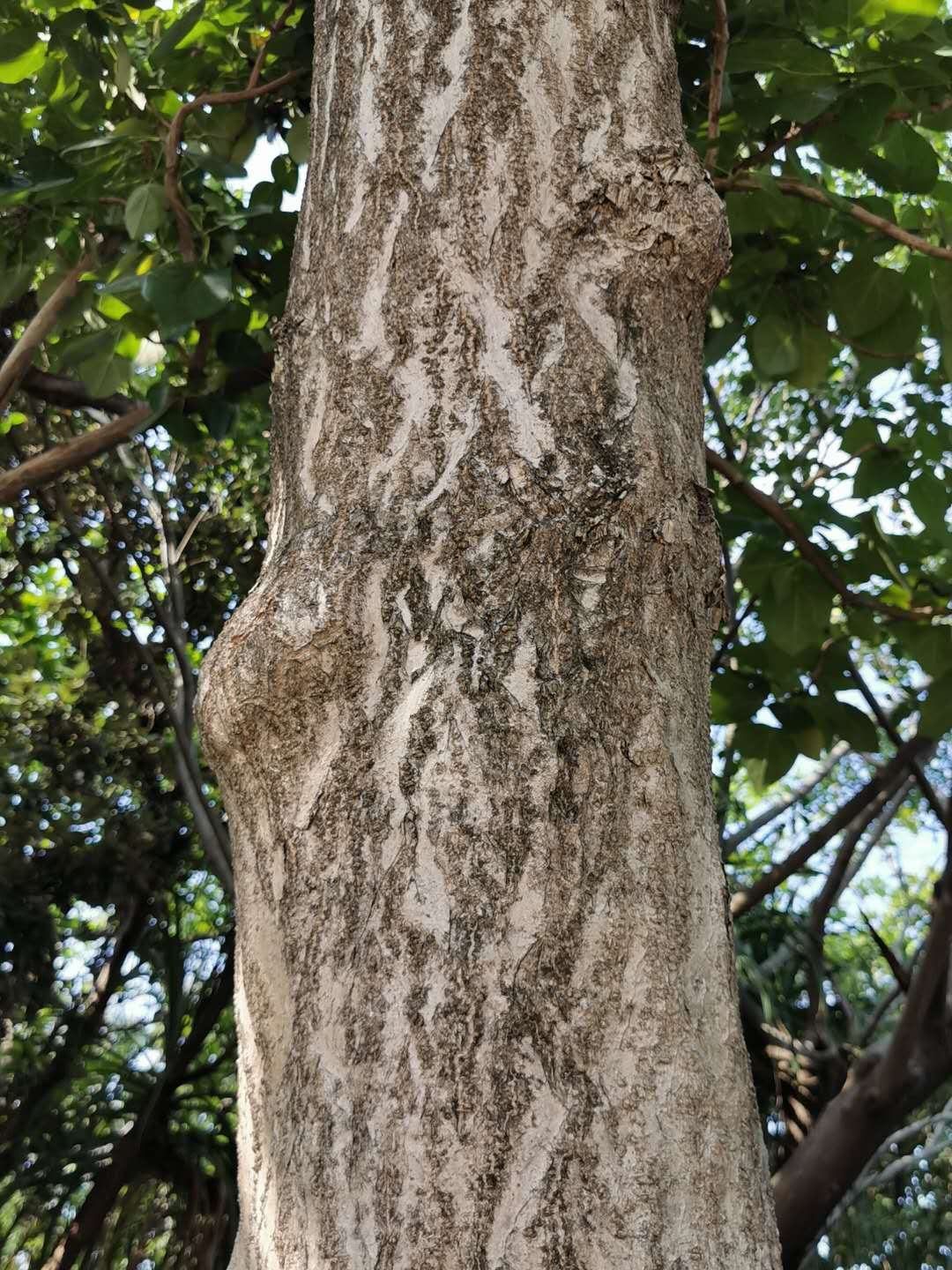
Escorça de tronc arbori
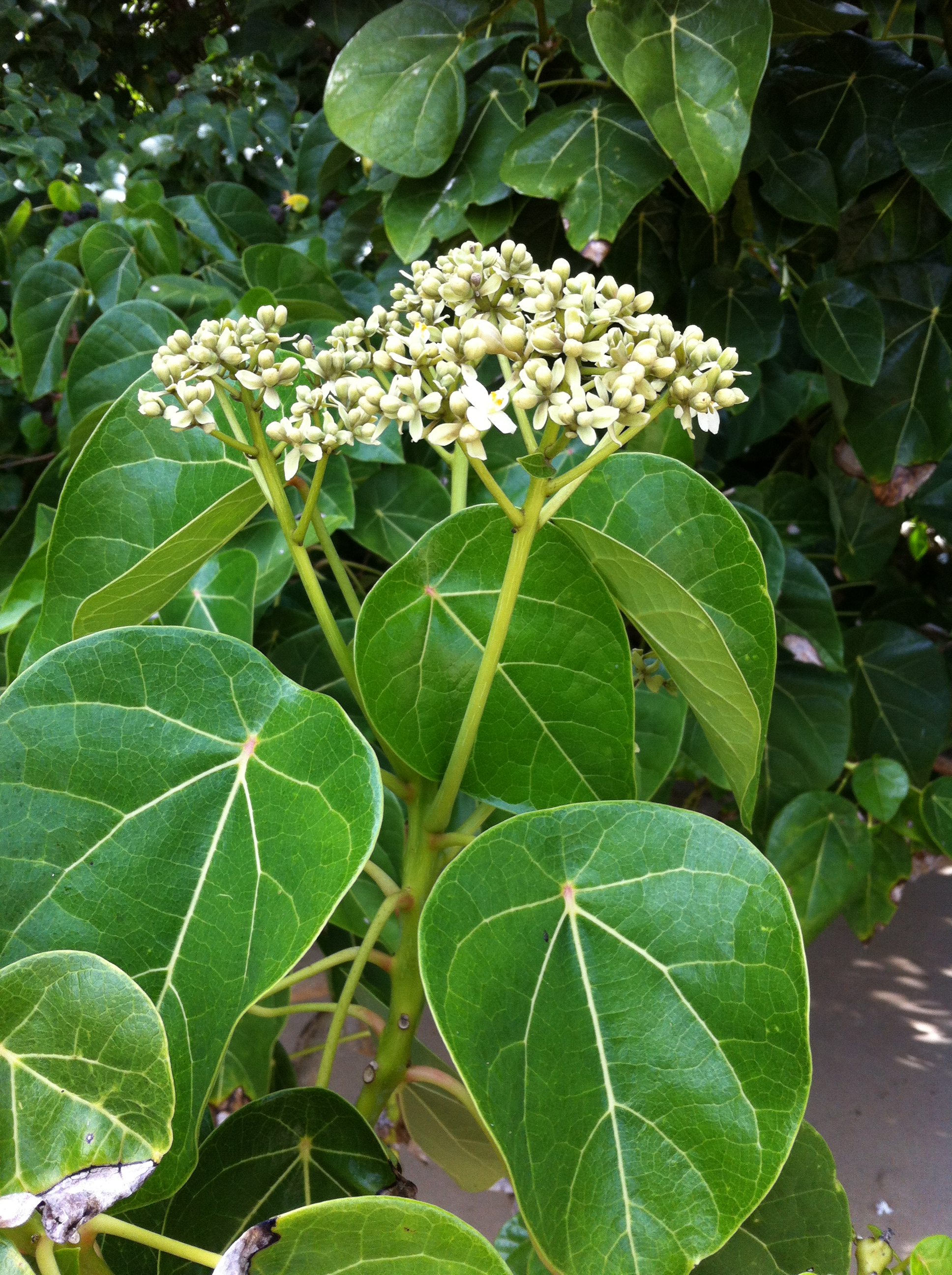
Inflorescències
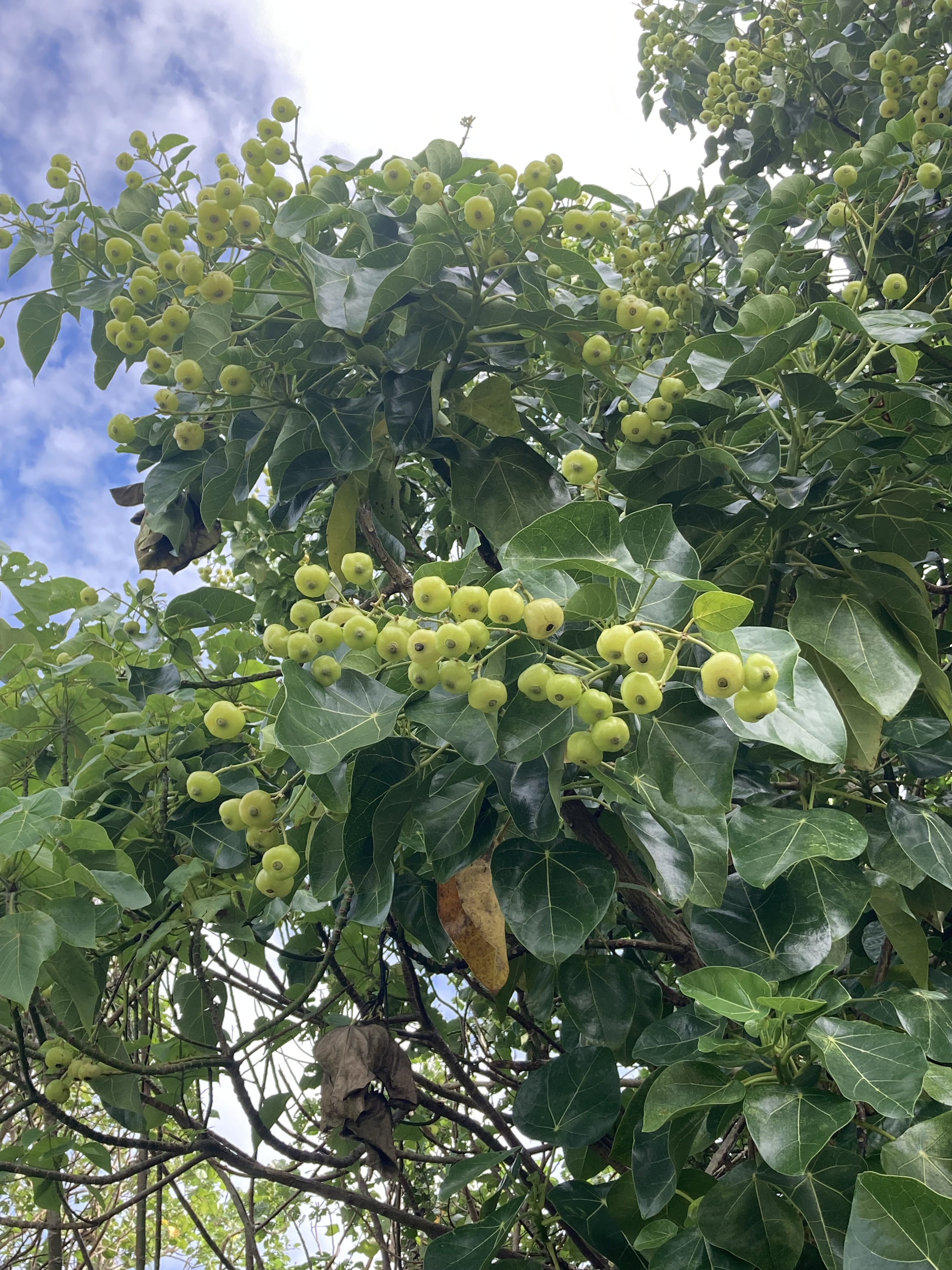
Fruits en fase de maduració
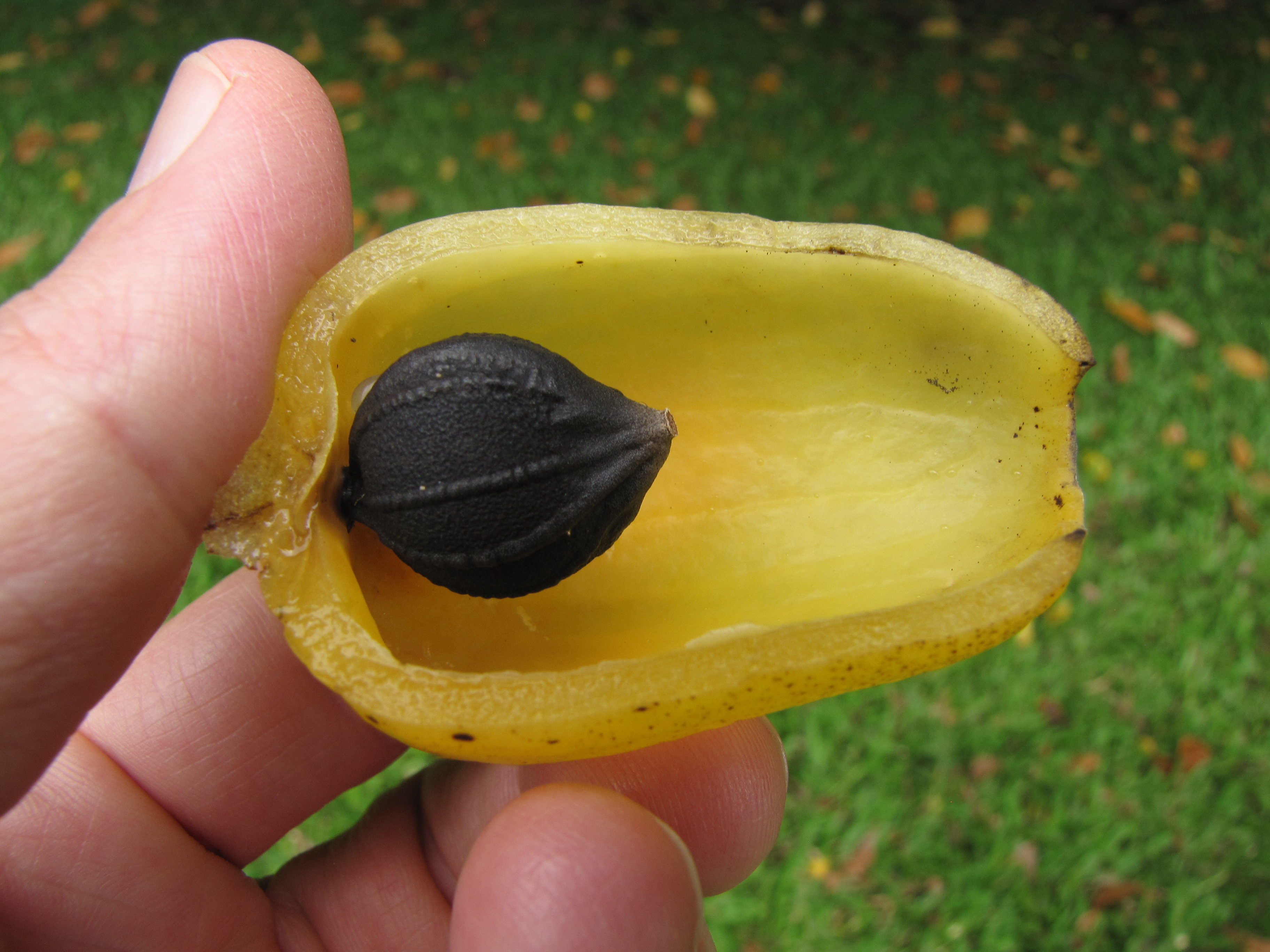
Fruit madur disseccionat
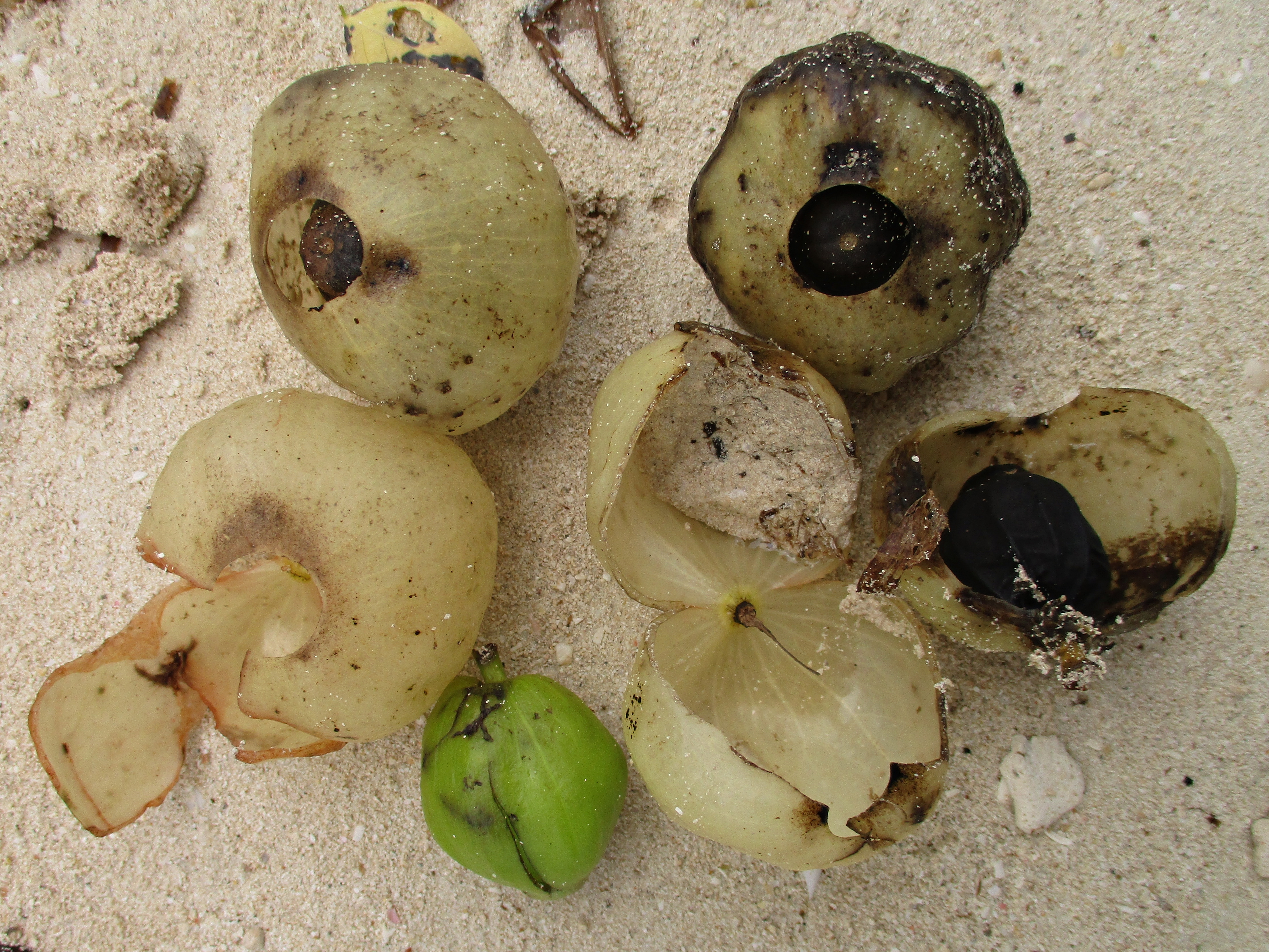
Fruits madurs

En algunes parts de Nova Bretanya i Vanuatu, la seva fusta s'utilitza per fer cascos de canoes. A Nova Bretanya, el poble Nakanai també utilitza la seva fusta per fer tambors de rellotge de sorra. Les flors s'utilitzen per tractar l'asma a l'illa de Waya, Fiji.